# Euurobracon cephalotes
Euurobracon cephalotes är en stekelart som först beskrevs av Smith 1858.  Euurobracon cephalotes ingår i släktet Euurobracon och familjen bracksteklar. Utöver nominatformen finns också underarten E. c. sumatranus.